# NGC 5020
NGC 5020 é uma galáxia espiral barrada (SBbc) localizada na direcção da constelação de Virgo. Possui uma declinação de +12° 35' 59" e uma ascensão recta de 13 horas, 12 minutos e 39,8 segundos.
A galáxia NGC 5020 foi descoberta em 12 de Abril de 1784 por William Herschel.